# Margherita Durastanti
Margherita Durastanti (död 1734) var en italiensk sopran som turnerade över Europa men som också ofta var engagerad i London av Georg Friedrich Händel. Han skrev många roller för hennes röst, främst byxroller, och hans samarbete med henne varade längre än med någon annan sångare. När hon blev äldre sjönk hennes rösts normalläge (tessitura) så hon fick en röststämma motsvarande dagens mezzosopraner, men behöll ändå en viss del av sin forna höjd.
Hon ansågs unik för sin samtid genom att både ha en vacker röst och en god dramatisk förmåga, vilket avspeglas i de roller hon sjöng. Durastanti är också känd under sitt öknamn Elefanten, vilket hon fick för sin kraftiga kroppsbyggnad. 1721 födde hon en dotter som bland sina gudföräldrar hade kung Georg I och dennes dotter Princess Royal Sophie Dorothea.
Några roller skrivna för Durastanti:
- Maria Magdalena i oratoriet La Resurrezione
- titelrollen i Agrippina
- Sesto i Giulio Cesare in Egitto